# Свободна (Нижньогородська область)
Свободна (рос. Свободная) — присілок в Арзамаському районі Нижньогородської області Російської Федерації.
Населення становить 43 особи. Входить до складу муніципального утворення Большетумановська сільрада.

## Історія
Від 2009 року входить до складу муніципального утворення Большетумановська сільрада.

## Населення
| 1999 | 2002 | 2010 |
| ---- | ---- | ---- |
| 73   | ↘62  | ↘43  |